# Jüdischer Friedhof (Jastrowie)
Koordinaten: 53° 25′ 23,8″ N, 16° 48′ 35,1″ O

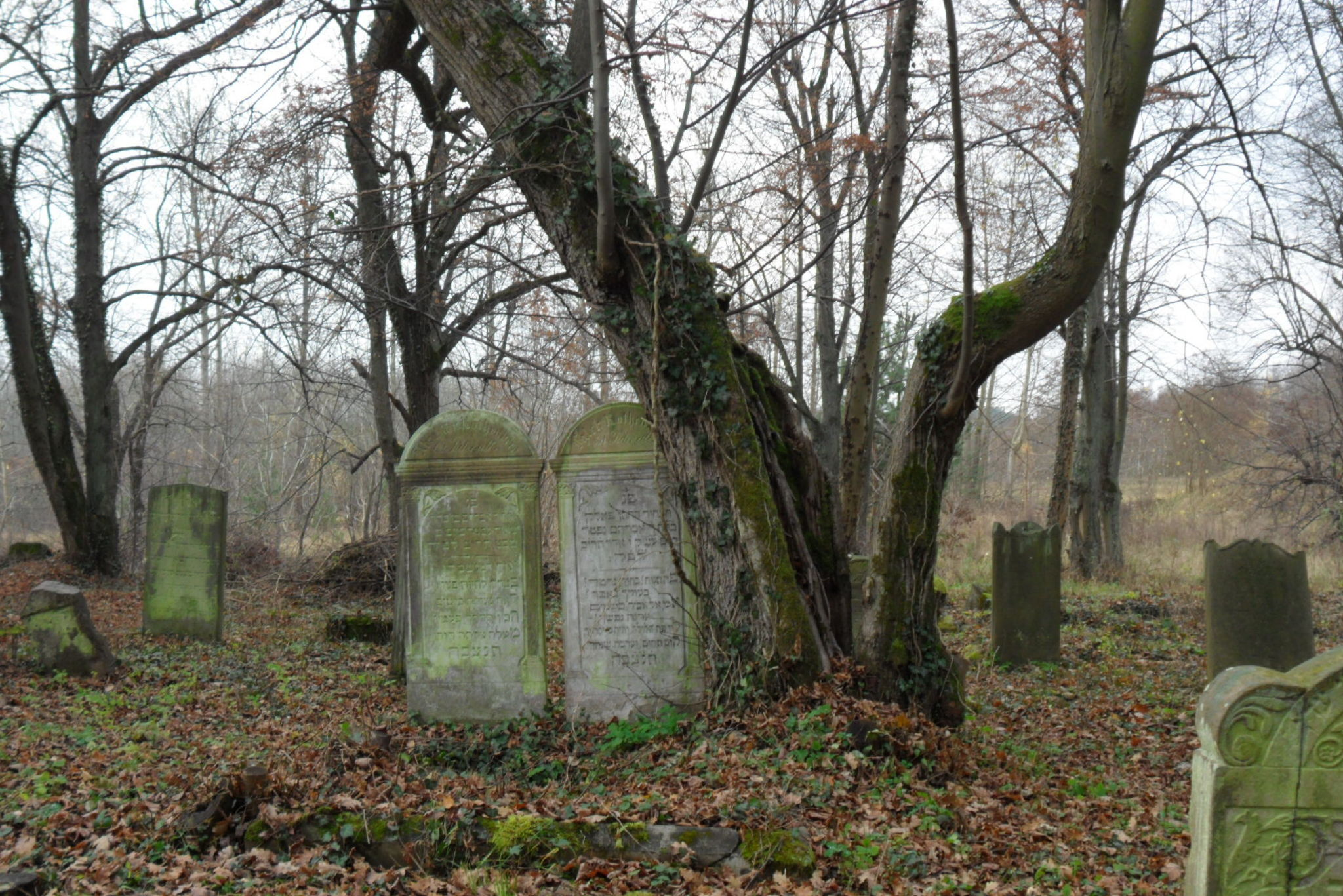
Jüdischer Friedhof in Jastrowie

Der Jüdische Friedhof in Jastrowie (deutsch Jastrow), einer polnischen Stadt in der Woiwodschaft Großpolen, wurde um 1730 angelegt. Der Jüdische Friedhof ist ein geschütztes Kulturdenkmal.
Auf dem Friedhof sind nur noch wenige Grabsteine vorhanden. 